# Адра
Адра (на испански: Adra) е населено място и община в Испания. Намира се в провинция Алмерия, в състава на автономната област Андалусия. Общината влиза в състава на района (комарка) Пониенте Алмериенсе. Заема площ от 90 km². Населението му е 24 512 души (по данни от 2010 г.). Разстоянието до административния център на провинцията е 53 km.

## Демография
| 1996   | 1998   | 1999   | 2000   | 2001   | 2002   | 2003   | 2004   | 2005   | 2006   |
| ------ | ------ | ------ | ------ | ------ | ------ | ------ | ------ | ------ | ------ |
| 20 898 | 21 016 | 21 286 | 21 505 | 21 810 | 22 034 | 21 704 | 22 257 | 23 195 | 23 547 |